# Iglesia de Cristo Redentor (Valladolid)
La iglesia de Cristo Redentor es un templo moderno ubicado en Valladolid. Se encuentra en el barrio de Parquesol.

## Historia y estilo
Templo de planta octogonal, consagrado el 19 de octubre de 1991, que posee un retablo plateresco del siglo XVI y un Via crucis moderno. El complejo parroquial se compone además de dos viviendas, despachos y salas de reunión.
- Datos: Q5909193